# 118178 Рінкарт
118178 Рінкарт (118178 Rinckart) — астероїд головного поясу, відкритий 23 вересня 1992 року.
Тіссеранів параметр щодо Юпітера — 3,361.